# Sextrash
Sextrash é uma banda brasileira de black metal com tendências death metal, formada em 1987 em Belo Horizonte pelo ex-Sarcófago D.D.Crazy (baterista), Oswald Scheid (vocalista), Tommy Simmons (baixista) e Damned Sentry (guitarrista).

## História
Em 1989, lançaram o compacto "XXX" pela gravadora francesa Maggot Records. Em setembro de 1990, assinaram com a gravadora Cogumelo Records e lançaram seu primeiro LP, Sexual Carnage.
Em 1992, a banda lança seu segundo LP, "Funeral Serenade", com uma nova formação contando com Marck Monthebar e os paulistas Luck Arnold (bateria) e Daniel Médici (guitarra) e começa a primeira grande turnê brasileira da banda.
Em 1997, a banda chega ao fim, pela morte de um dos fundadores, o vocalista Oswald Scheid, em um acidente automobilístico.
Em 2003, o baixista Tommy Simmons resolve voltar com as atividades juntamente com o guitarrista Marck (da formação do Funeral Serenade). Chamam Doom (ex-Brutal Distortion) para assumir os vocais e guitarra base e Quake para a bateria. Em 2005, a banda lança o novo CD, Rape from Hell.
A banda é uma das retratadas no documentário "Ruído das Minas", lançado em 2009, sobre a origem do heavy metal em Belo Horizonte.
Em 2014, a banda volta com nova formação, baterista Charles Taylo e o guitarrista Marcelo Itaborahy.
Em 2015, a banda re-lança em vinil e CD o álbum Sexual Carnage.
Em 2021, o baterista Luck Arnold retorna a banda pela terceira vez.

## Discografia
- XXX (EP, 1989)
- Sexual Carnage (1990)
- Funeral Serenade (1992)
- Rape From Hell (2006)
- ...2015

### Coletânea
- Cogumelo Records Compilation (2000)